# Narva (grad)
Narva (rus. Нарва) je treći najveći grad u Estoniji. Nalazi se na najistočnijoj točki Estonije, prema ruskoj granici, na rijeci Narvi. Nalazi se 200 kilometara istočno od glavnog grada Tallinna.
Narva zauzima površinu od 84,54 km2 gdje živi 65.886 stanovnika od kojih su 93,85% Rusi, dok Estonci čine samo 4% ukupne populacije. Zanimljivo je da nešto manje od polovine stanovnika ima državljanstvo Estonije dok su ostali većinom državljani Rusije. 
Grad Narva se prvi put spominje 1223. godine tijekom danske uprave nad ovim područjem. U Drugom svjetskom ratu stari grad Narva je potuno uništen bombardiranjem, pa je nakon rata nikao potpuno nov grad s novim (mahom ruskim) stanovništvom. Kad je Estonija stekla samostalnost 1991. godine grad se našao u njenim granicama, ali je kao pogranično naselje počeo propadati što je najbolje vidljivo iz smanjenja broja stanovnika.
Narvom dominira dvorac Hermann iz 15. stoljeća s 51-metarskim toranjem kao najistaknutijim simbolom. Ostale značajne građevine su švedska palača iz 17. stoljeća, barokna gradska vijećnica (1668. – 1671.) i tvornica Kreenholm.

## Vanjske poveznice
- Službena stranica  Arhivirana inačica izvorne stranice od 8. siječnja 2020. (Wayback Machine)